# Johann Jacob Henrici
Johann Jacob Henrici (* 26. Juli 1656 in Straßburg; † nach 1686) war ein deutscher Mediziner, Stadtarzt in Straßburg und Mitglied der Gelehrtenakademie „Leopoldina“.
Johann Jacob Henrici studierte Medizin an der Universität Straßburg und wirkte nach seiner Promotion als Arzt und zuletzt als Stadtarzt in Straßburg.
Am 3. Februar 1686 wurde Johann Jacob Henrici mit dem Beinamen ARION II. als Mitglied (Matrikel-Nr. 149) in die Leopoldina aufgenommen.